# 哈查昆圖里里山
17°59′S 68°59′W / 17.983°S 68.983°W
哈查昆圖里里山（Jach'a Kunturiri），是玻利維亞的山峰，位於奧魯羅省，處於昆圖里里山和帕蒂利亞帕塔火山東北面、薩哈馬火山西北面，屬於安第斯山脈的一部分，海拔高度5,404米。

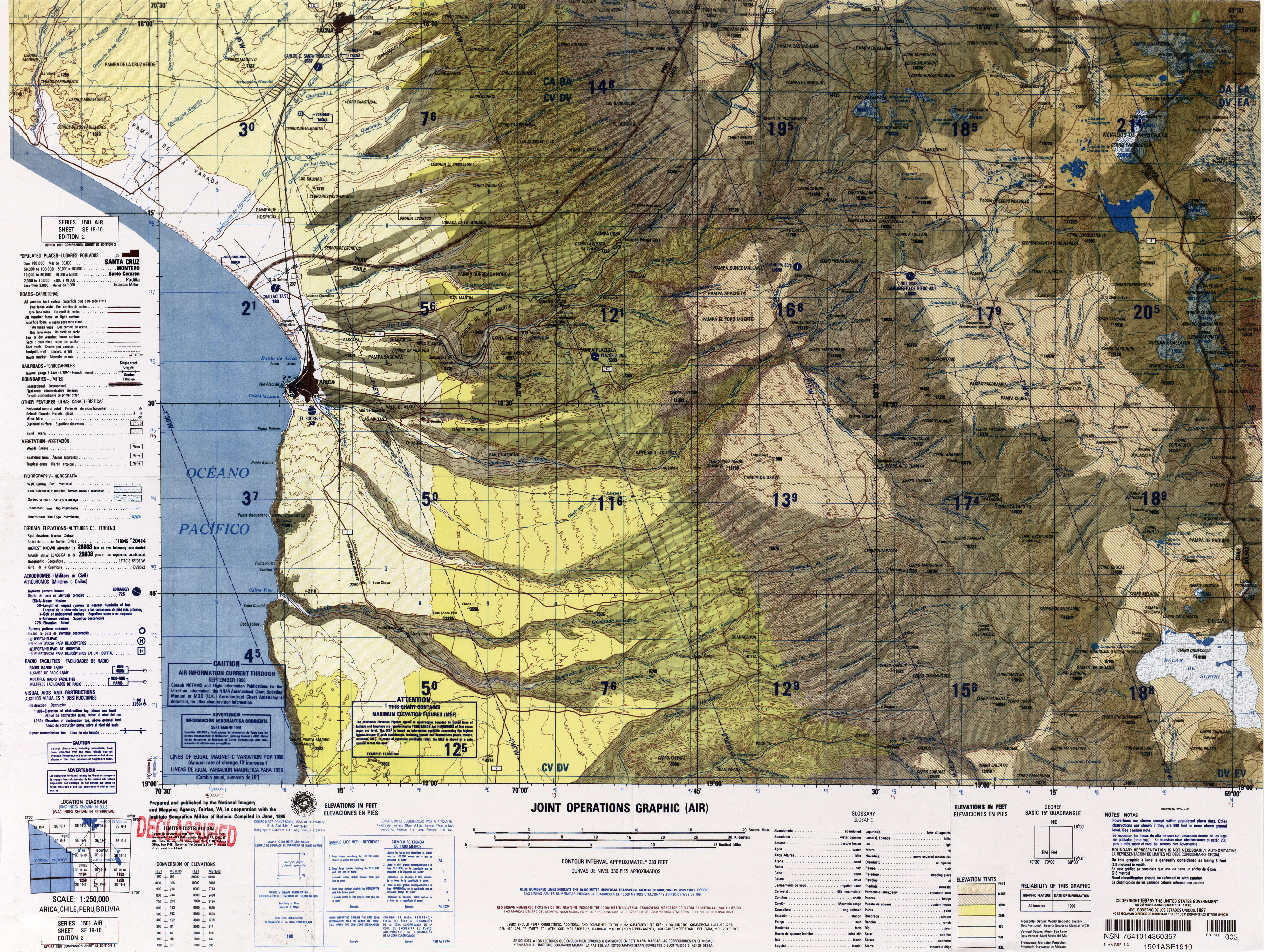